# Divine Heresy
Divine Heresy es una banda de metal formada por el guitarrista de Fear Factory, Dino Cazares, y el batería de Devolved, John Sankey. Si bien el origen de la banda se remonta hasta el año 2002, Divine Heresy fue oficialmente formada en el 2006. La banda actualmente está formada por el guitarrista Dino Cazares, el baterista Tim Yeung, el bajista Joe Payne y el vocalista Travis Neal. Tommy "Vext" Cummings fue expulsado de Divine Heresy debido a un altercado en una presentación en vivo el 26 de abril de 2008. Después de muchas audiciones para buscar a un nuevo vocalista, fue anunciado el 14 de agosto que el vocalista de The Bereaved,  Travis Neal sería quien ocupara ese lugar.

## Historia

### Formación (2002-2007)
Después de su salida de Fear Factory en el 2002, el guitarrista Dino Cazares comenzó a crear Divine Heresy y estaba en busca de un baterista que lo apoyara en su proyecto. El primer candidato fue Nicholas Barker (ex Cradle of Filth, ex Dimmu Borgir), pero no pudo colaborar con el debido a que tenía que "regresar a casa", debido a que su visa había expirado. Cazares, después, contacto con el baterista Tim Yeung, el cual aceptó integrarse. Cazares y Yeung grabaron el material que habían escrito y las mandaron en formato de casete a Tom Cummings para una audición vocal. Cazares comento "Escuchamos mucha pasión y agresividad en su voz, era lo que estábamos buscando."
Divine Heresy también hizo audiciones para encontrar a un bajista permanente, los candidatos fueron Tony Campos de Static-X, el cual toco el bajo en tres canciones, ya que las demás corrieron a cargo de Cazares, en el bajo y la guitarra. En las siguientes audiciones, Cazares se puso en contacto con el entonces bajista de Nile, Joe Payne. Cazares conoció a Payne debido a que lo había visto tocar en conciertos de Nile. Después de una audición, Joe Payne se unió a Divine Heresy como bajista permanente.

### Bleed the Fifth(2007-2008)
La banda grabó su primer álbum, Bleed the Fifth a principios del 2007 con la producción a cargo del exguitarrista de Machine Head, Logan Mader. El título del álbum es un juego de palabras, Cazares comento "Tienes derecho a permanecer callado, por que en este álbum ya lo habremos dicho todo". Cummings escribió la mayoría de las letras, las cuales están influenciadas en experiencias personales y en cuanta gente ha querido superarlo, además de estar igualmente influenciadas en otros temas como el contenido del Libro de las Revelaciones, desastres naturales, guerra y terrorismo.
Después de que la grabación del álbum estuviera concluida, Cazares anunció que la banda firmaría contrato con la discográfica Century Media Records, para distribuir su material por E.U. con Roadrunner Records para su distribución por todo el mundo. La decisión de escoger a Century Media está basada en la libertad de creatividad que el sello les brindo. Sin embargo, Yeung afirmó que Roadrunner no estaba interesado en su trabajo.

### Bringer of Plagues(2009-presente)
Después de todo el éxito de Bleed the Fifth, la primera producción de la banda con el nuevo vocalista Travis Neal, quien es también el fundador de la banda Push y actualmente el vocalista de la banda sueca The Bereaved. El nuevo álbum, titulado Bringer of Plagues será lanzado el 28 de julio de 2009 a través de Century Media Records. Dino coproducirá el álbum junto con el aclamado equipo de producción "Dirty Icon" (Logan Mader y Lucas Banker).
El 25 de noviembre de 2010, Divine Heresy, no se puede encontrar en la página web de Century Media Records.
Dino también ha dado a las entrevistas que durante los descansos de la gira de Fear Factory actual, Dino y el batería Tim Yeung han empezado a escribir nuevo material para el próximo disco de Divine Heresy.
El 26 de enero de 2011, se anunció que el bajista Joe Payne había dejado Divine Heresy. Todavía no se sabe si alguien se ha encontrado para que lo sustituya.
El 10 de mayo de 2011, Dino anunció a través de la página de Facebook de Divine Herese y ya través de su cuenta personal que Divine Heresy siguen juntos y que no habrá un nuevo álbum en el 2012. También dijo que estaban planeando un viaje a lo largo de la costa este de EE. UU.

## Integrantes

### Actuales
- Dino Cazares - Guitarra
- Tim Yeung - Batería
- Travis Neal - Voz
- Josue López - Bajo

### Anteriores
- Tommy Cummings - Voz (2005-2008)
- Jake Veredika - Voz (en vivo)
- Risha Eryavac - Bajo (en vivo, 2005–2007)

## Discografía
- Bleed the Fifth (2007)
- Bringer of Plagues (2009)